# Российские журналы XVIII века

Возникновение периодической печати в России относится к годам правления Петра I. Первым регулярным массовым изданием стала газета «Ведомости» («Куранты», писавшиеся вручную в Посольском приказе или Приказе тайных дел со времён Михаила Фёдоровича, составлялись в одном, реже в двух-трёх экземплярах). Первый номер «Ведомостей» был напечатан в конце 1702 года, сделав XVIII век первым веком русской журналистики.
В 1728 году в качестве приложения к «Ведомостям» (ставшим к этому моменту «Санкт-Петербургскими ведомостями») начали выходить «Исторические, генеалогические и географические примечания», первоначально представлявшие собой справочные данные к статьям в газете, но со второго года издания, несмотря на частоту издания (дважды в неделю), приобретшие характер самостоятельного журнала, публикующего независимые от основной газеты материалы. Именно «Примечания» можно считать первым в России журналом. После закрытия «Примечаний» в 1742 году появления следующего журнала на русском языке пришлось ждать до января 1755 года.

## Литературно-развлекательные и публицистические издания
- Адская почта (издатель Ф. А. Эмин, 1769)
- Вечерняя заря (редактор И. Г. Шварц, 1782)
- Всякая всячина (редактор Г. В. Козицкий, среди авторов Екатерина II, 1769—1770)
- Городская и деревенская библиотека (1782—1786)
- Детское чтение для сердца и разума (1785—1789)
- Доброе намерение (издатель В. Д. Санковский, 1764)
- Живописец (редактор Н. И. Новиков, 1772—1773)
- Зритель (редактор И. А. Крылов, 1792)
- И то и сё (издатель М. Д. Чулков, 1769)
- Кошелек (редактор Н. И. Новиков, 1774)
- Лекарство от скуки и забот (1786—1787)
- Московский журнал (издатель Н. М. Карамзин, 1791—1792)
- Московское ежемесячное издание (издатель Н. И. Новиков, 1781)
- Невинное упражнение (1763)
- Ни то ни сё (издатель В. Г. Рубан, 1769)
- Поденщина (1769)
- Покоящийся трудолюбец (1784—1785)[1]
- Полезное с приятным (издание Сухопутного шляхетского кадетского корпуса, 1769)
- Полезное увеселение (издатель М. М. Херасков, 1760—1762)
- Почта духов (редактор И. А. Крылов, 1789)
- Праздное время, в пользу употребленное (издание Сухопутного шляхетского кадетского корпуса, 1759—1760)
- Прибавление к Московским ведомостям (1783—1784)
- Пустомеля (редактор Н. И. Новиков, 1770)
- Санкт-Петербургский вестник (1778—1781)
- Санкт-Петербургский журнал (издатель И. П. Пнин, 1798)
- Свободные часы (издатель М. М. Херасков, 1763)
- Смесь (1769)
- Собеседник любителей российского слова (издание Академии наук, 1783—1784)
- Трудолюбивая пчела (издатель А. П. Сумароков, 1759)
- Трутень (редактор Н. И. Новиков, 1769—1770)
- Уединенный пошехонец (1786)
- Утренние часы (1787—1788)
- Утренний свет (редактор Н. И. Новиков, 1777—1780)

## Научные и научно-популярные журналы
- Ежемесячные сочинения, к пользе и увеселению служащие (1755—1764)
- Магазин натуральной истории, физики и химии (редактор А. А. Прокопович-Антонский, 1788—1790)
- Месячные исторические, генеалогические и географические Примечания в Ведомостях (редактор Г. Ф. Миллер, 1728-1742)
- Собрание лучших сочинений, к распространению знания и к произведению удовольствия, или смешанная библиотека о разных физических, экономических, також до мануфактур и до коммерции принадлежащих вещах (редактор И. Г. Рейхель, издание Московского университета, 1762)
- Санкт-Петербургские врачебные ведомости (1792—1794)
- Санкт-Петербургские ученые ведомости (редактор Н. И. Новиков, 1777)
- Ученые записки Петербургской академии наук (1728)
- Экономический магазин (редактор А. Т. Болотов, 1780—1789)